# Eiksmarka

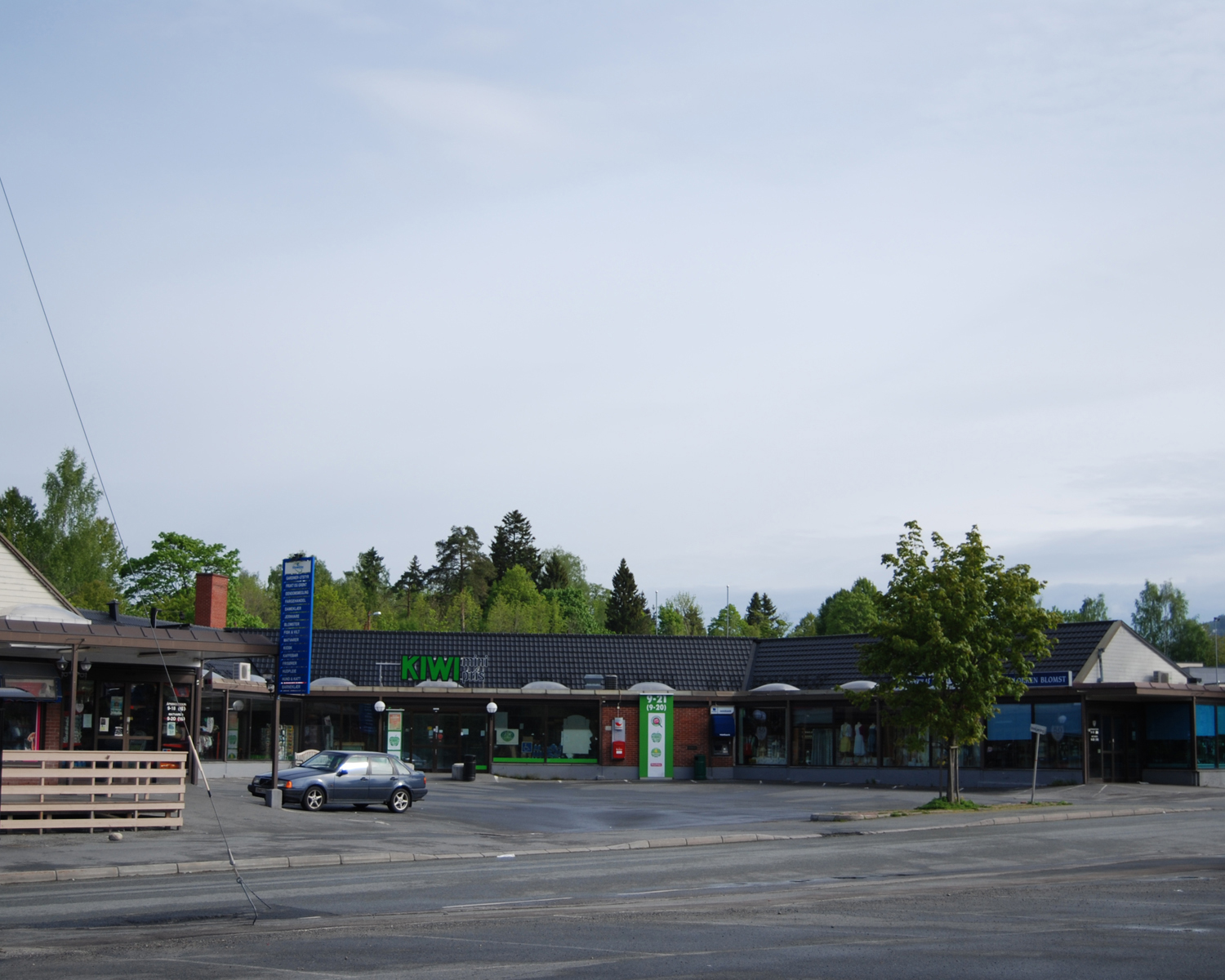
Eiksmarka Senter

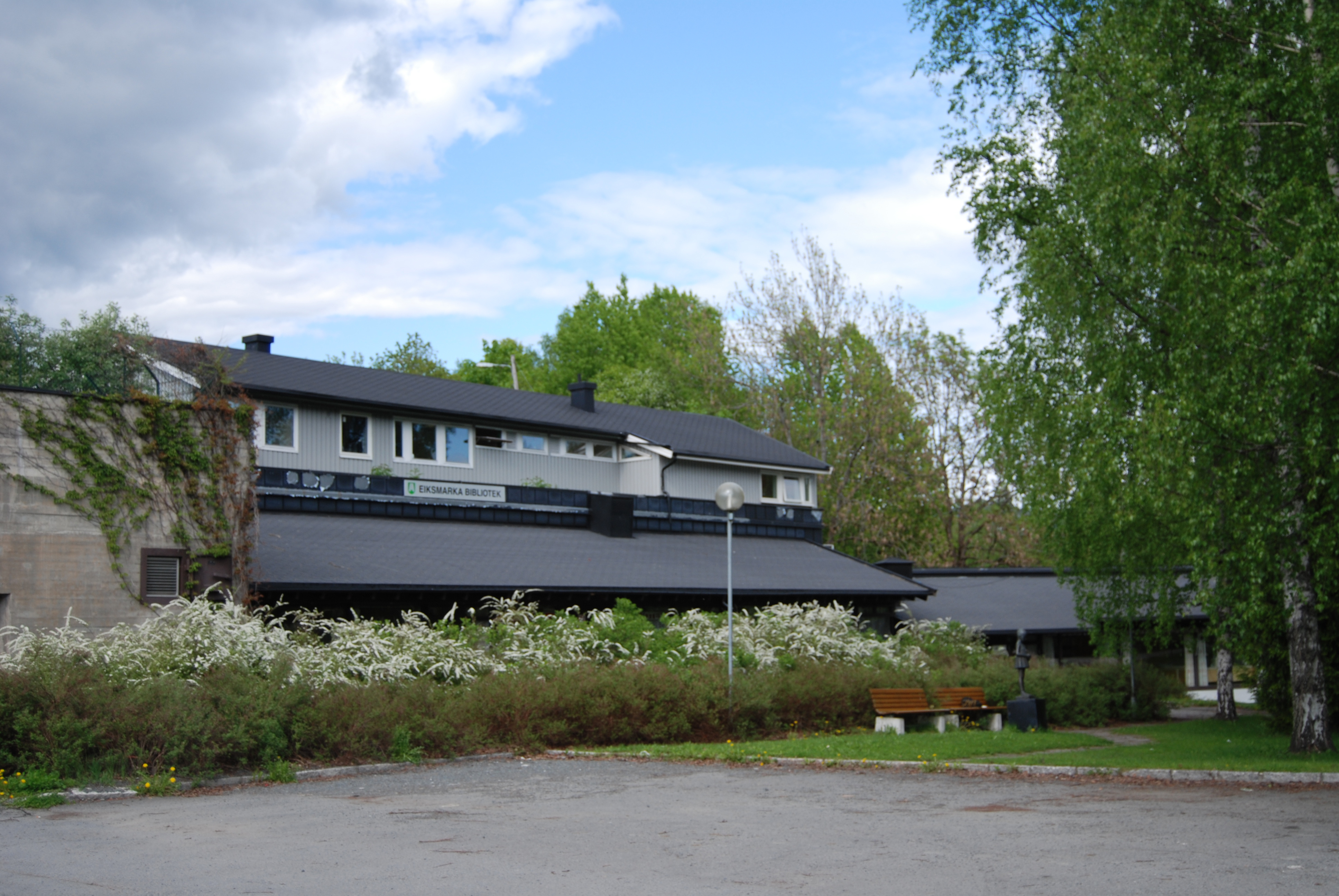
Eiksmarka bibliotek

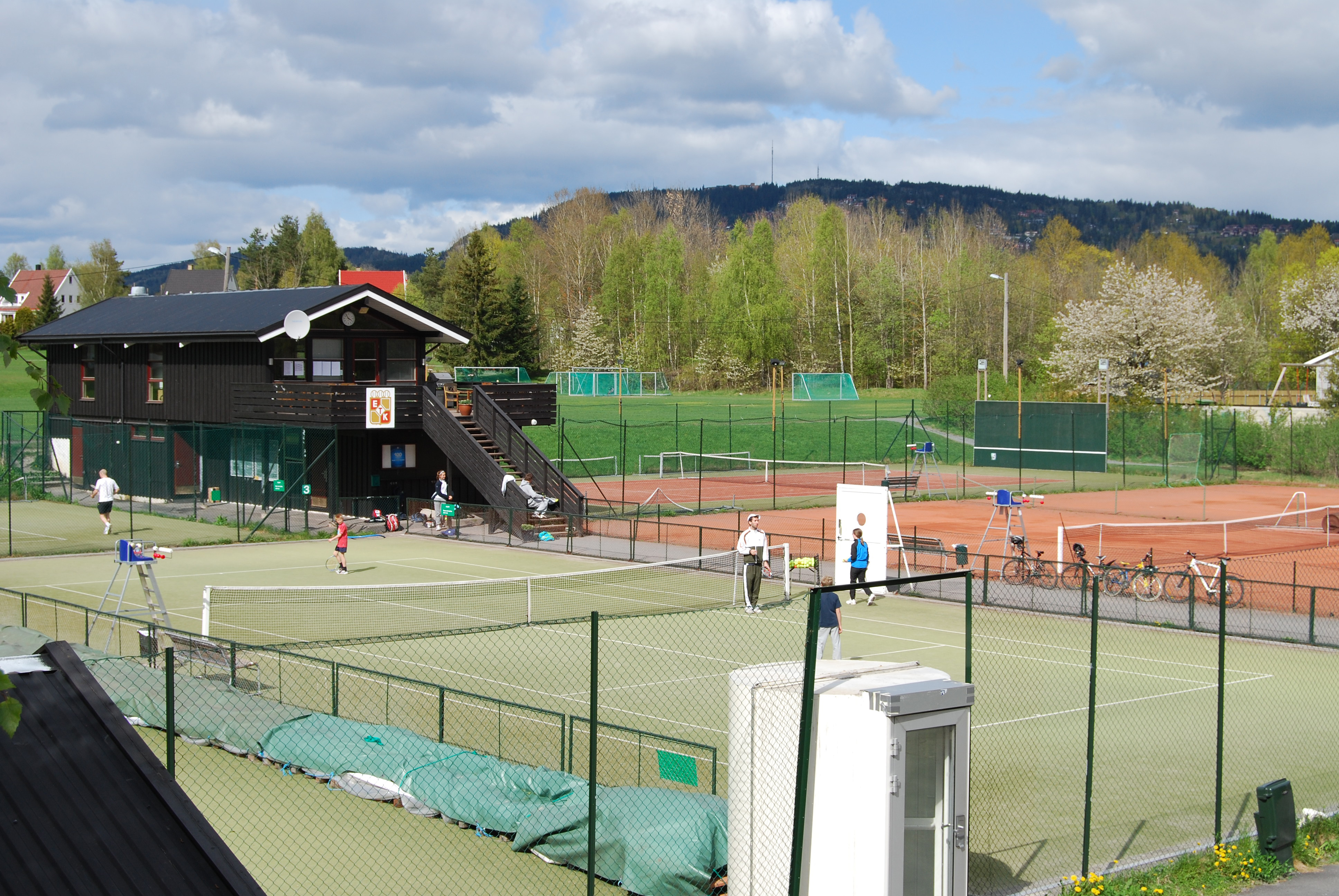
Eiksmarka tennisbaner

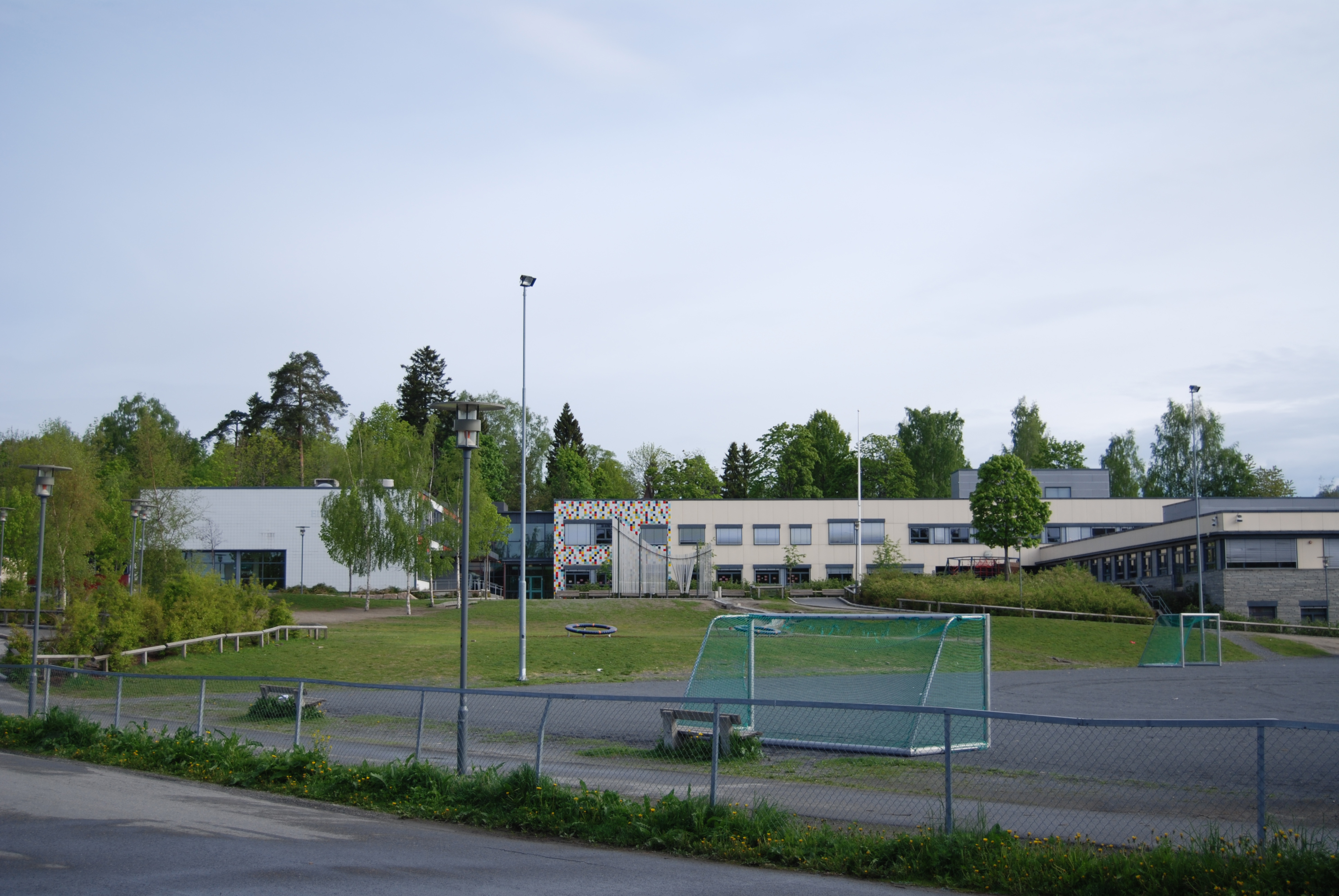
Eiksmarka skole

Eiksmarka är ett område i Bærums kommun i Akershus fylke, Norge och har cirka 4 000 invånare. Området tillhörde ursprungligen Eiks gård och byggdes ut på 1950-talet.
Eiksmarka ligger norr om Jar och är i likhet med det övriga östra Bærum en del av det sammanhängande storstadsområdet Oslo. Området består huvudsakligen av villa- och småhusbebyggelse. Det skiljs från Røa i Oslo av Lysakerelva. Oslos tunnelbana har en station här, något som ursprungligen var en förutsättning för att man skulle få tillstånd att bygga ut. Eiksmarka station öppnades den 3 december 1951. Eiksmarka är ett populärt bostadsområde i den dyrare delen av Bærum. Närhet till skolor som Eiksmarka barneskole, Østerås ungdomsskole och Eikeli videregående skole har bidragit till att många barnfamiljer har flyttat hit. Det beräknas att Eiksmarka har haft en årlig befolkningsökning[när?] på cirka 2,4 %[källa behövs].
Eiksmarka köpcentrum öppnades 1953. Det är byggt som hästsko kring en öppen plats och hyser bland annat mataffär (Kiwi), fiskaffär, konditori och kafé. 2006 pågick en debatt om att riva köpcentrumet och ersätta det med ett kombinerat butiks- och bostadskomplex. Øvrevoll galoppbana ligger på Eiksmarka och är Norges enda galoppbana.